# Sibylle de Cumes
La sibylle de Cumes est une des douze sibylles, celle de Cumes, dans la région de Naples, en Campanie, qui apparaît dans maintes légendes. Cumes est une colonie grecque fondée par des colons de Chalcis entre 750 et 730 avant notre ère. La cité est prise par les Romains en 338 av. J.-C.

## Mythes

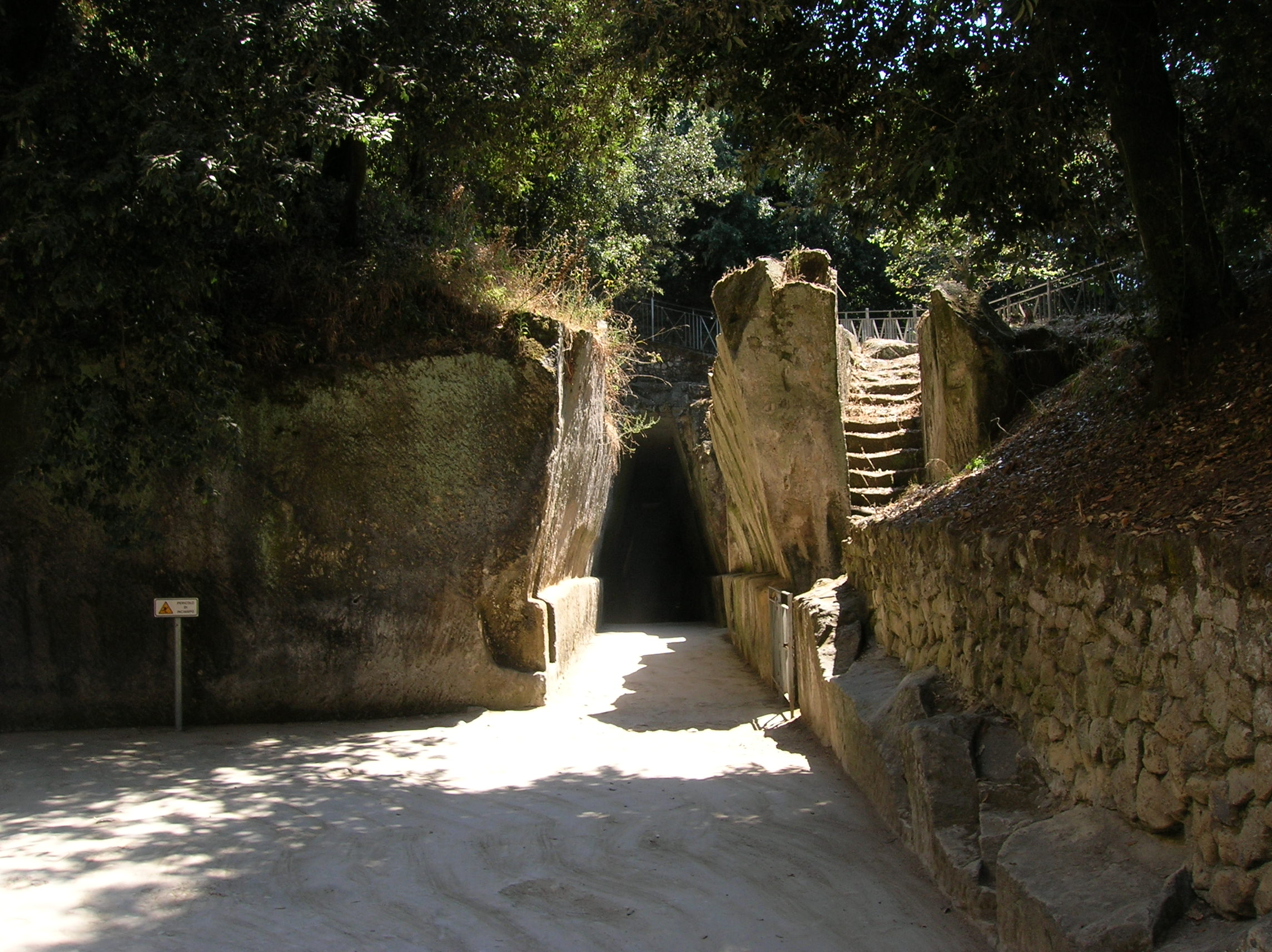
Antre de la sibylle, Cumes

Dans un mythe grec, le dieu Apollon accorde à une femme de pouvoir vivre autant d'années que les grains de sable qu'elle pourrait tenir dans sa main, à la condition de l'épouser. Lorsque celle-ci refuse, le dieu Apollon, furieux, refuse de lui accorder la jeunesse éternelle. Elle s'évanouit  alors dans le néant jusqu'à ce que seule sa voix reste. 
Elle apparaît dans la légende d'Énée (celui-ci la consulte avant de descendre aux Enfers) et dans celle du roi Tarquin le Superbe, qui lui achète les trois derniers livres sibyllins, au prix des neuf qu'il avait refusés au préalable, après que la Sibylle eut détruit les six premiers par le feu. Les trois livres, censés contenir les destinées de l'État, deviennent les textes sacrés de l'État romain que l'on consulte lors des grands dangers.

## Postérité
On ne la confondra pas avec la nymphe Végoia (Begoe), dite pseudo-sibylle étrusque. 
Une cavité creusée sur le site de Cumes est traditionnellement identifiée avec l'« antre immense taillé dans la roche » de la sibylle.
Le mot sibyllin qui signifie « mystérieux » est dérivé de ce nom.

### Représentation dans les arts

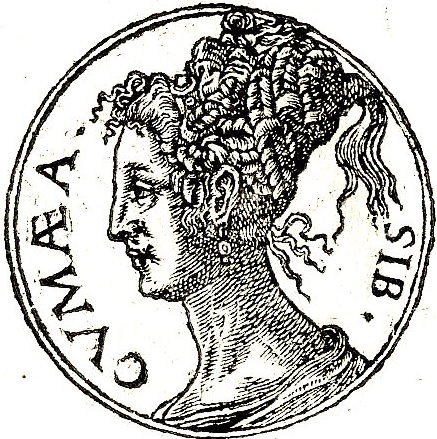
Sibylle de Cumes
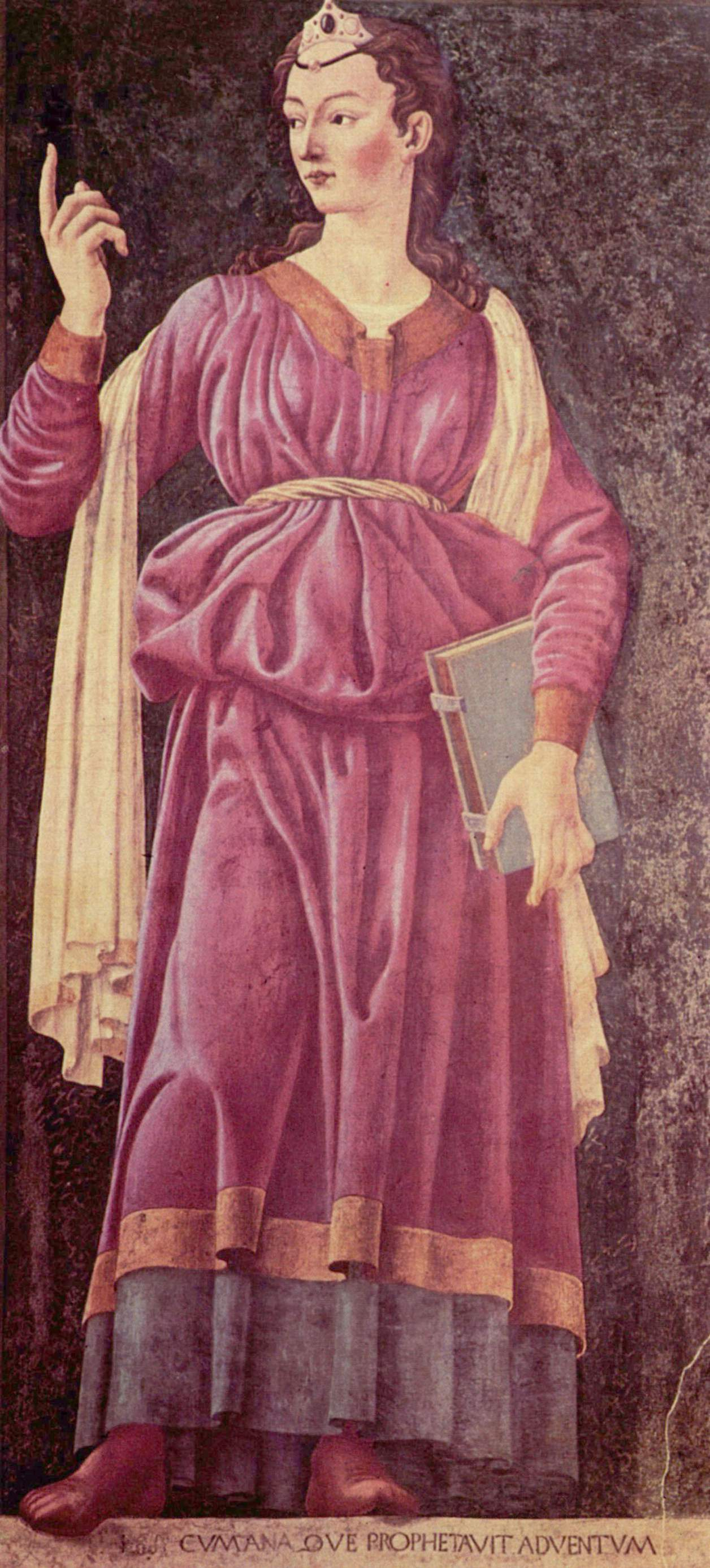
Par Andrea del Castagno
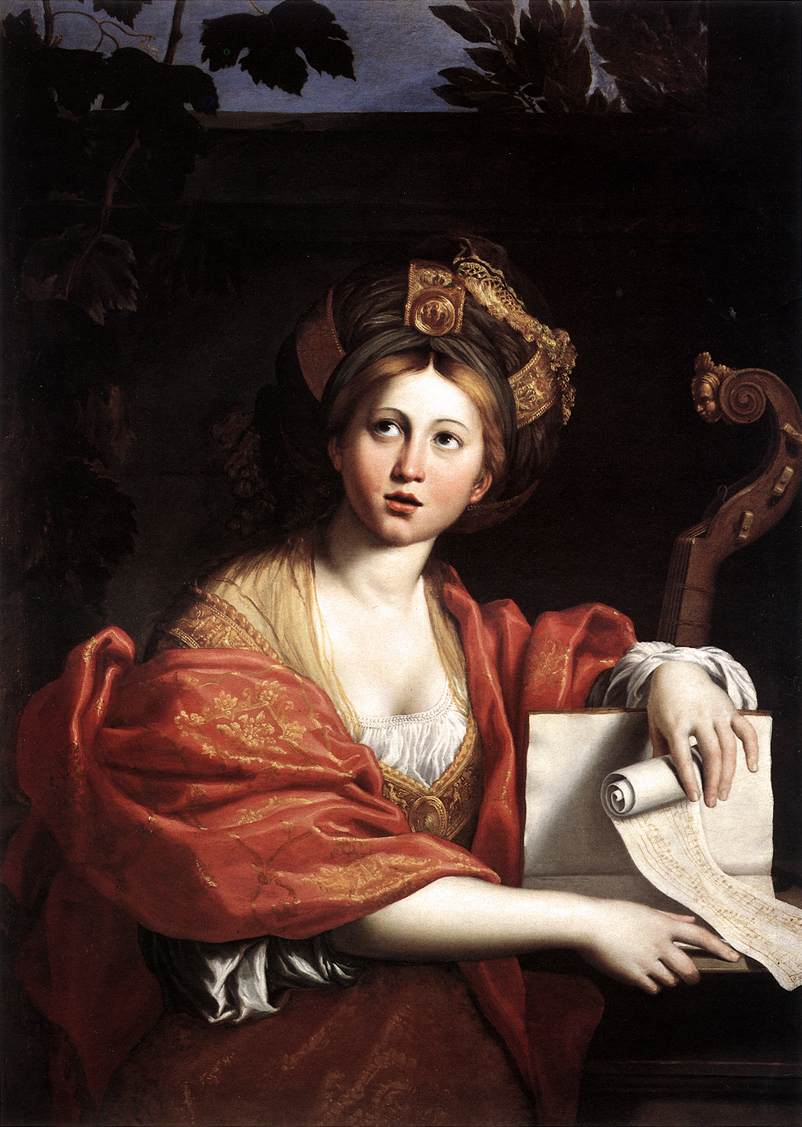
Le Dominiquin vers 1617 Galerie Borghèse, Rome
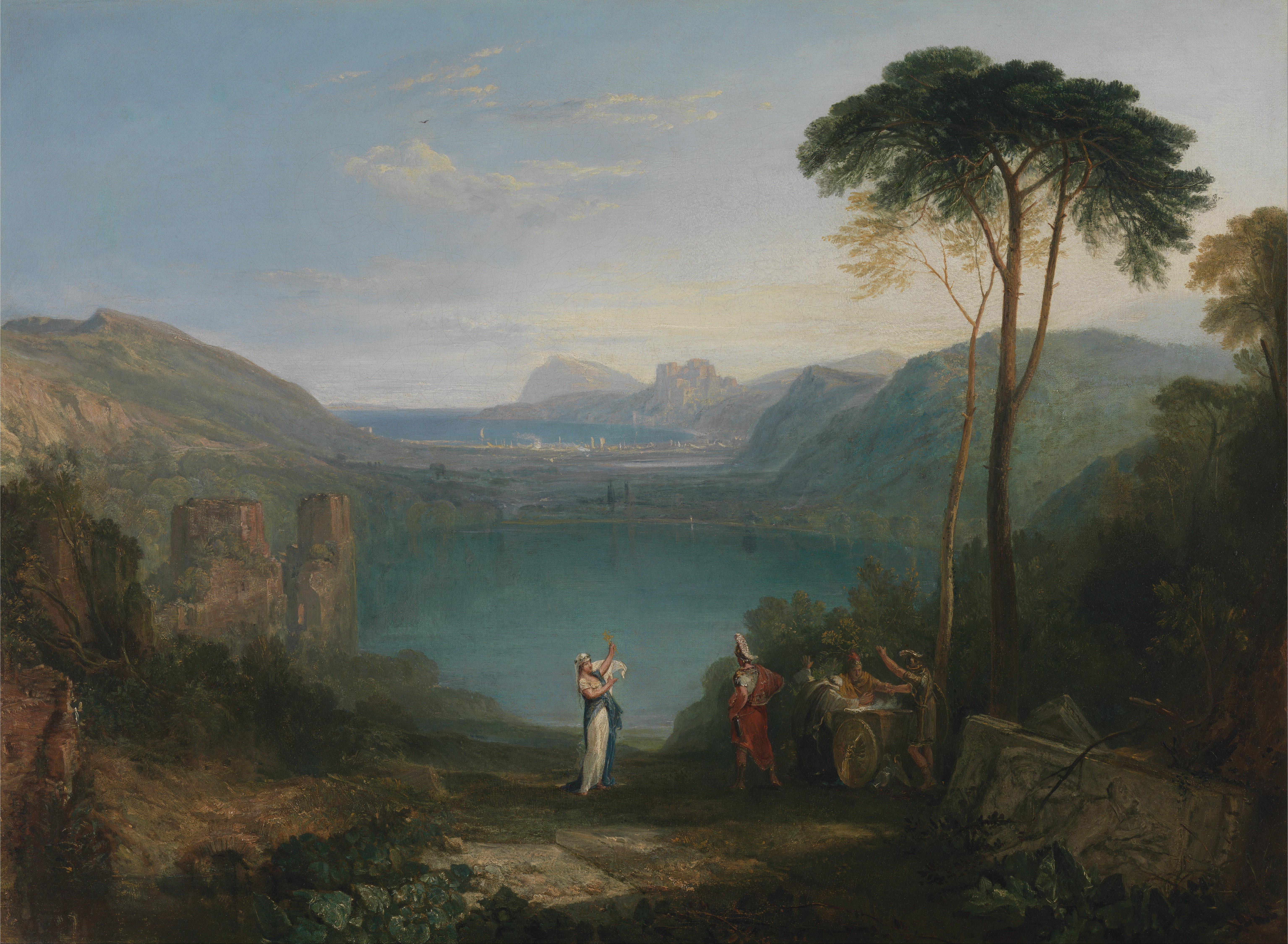
Énée et la Sibylle, Lac Averne William Turner, 1798 Tate Britain, Londres
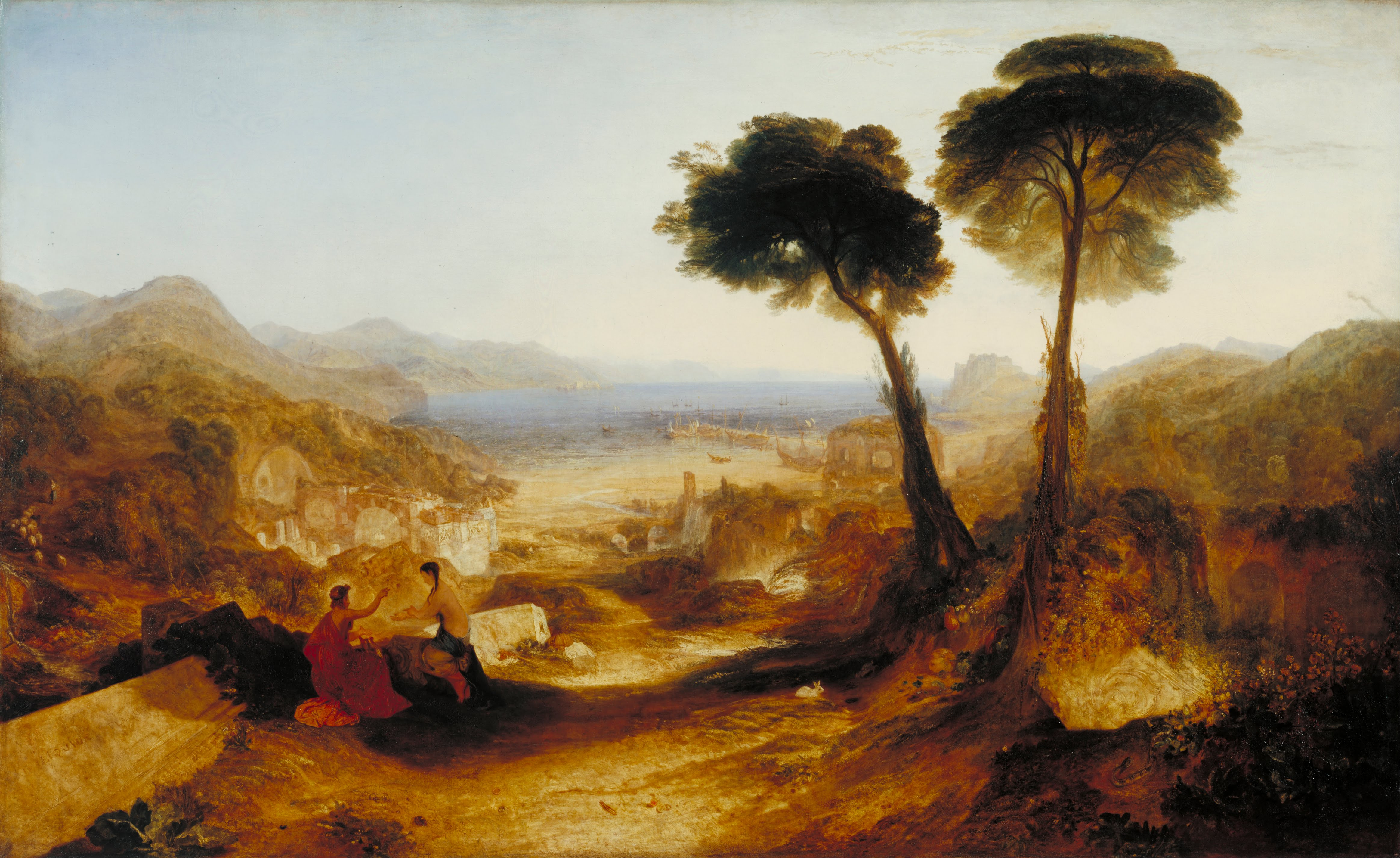
Baïes avec Apollon et la Sibylle de Cumes, William Turner, (1821), Londres, musée Tate Britain.

- par Andrea del Castagno, Galerie des Offices
- par Domenichino, Galerie Borghèse, Rome[5]
- par Le Guerchin, National Gallery
- par Filippino Lippi, Santa Maria sopra Minerva
- par Vito di Marco sur le pavement intérieur du Duomo de Sienne
- par Le Pérugin, Collegio del Cambio, Pérouse
- par Hubert van Eyck, cathédrale Saint Bavon à Gand
- par Michel-Ange dans les fresques de la chapelle Sixtine
- par Salvator Rosa, Wallace collection
- par Giovanni Domenico Cerrini, à Pérouse
- par Sebastiano Conca, Palais Fesch, Ajaccio.
- par Claude Gellée
- par Élisabeth Vigée Le Brun dans sa Lady Hamilton en sibylle
- par William Turner en 1798 et en 1834 (Le Rameau d'or) avec Énée et en 1823 avec Apollon[1].

## Hommage
La sibylle de Cumes est une des 1 038 femmes représentées dans l'œuvre contemporaine de Judy Chicago, The Dinner Party, aujourd'hui exposée au Brooklyn Museum. Son nom y est associé à celui de Sophie, sixième convive de l'aile I de la table.